# Abdul Salam Jalloud
Abdul Salam Jalloud (1944) is een Libisch voormalig politicus. 
Jalloud volgde een militaire opleiding (rang: majoor) en nam deel aan de september-staatsgreep van 1969 die kolonel Moammar al-Qadhafi aan de macht bracht. Van 1969 tot 1977 was hij lid van de Revolutionaire Commandoraad (junta) en van 1972 tot 1977 was hij premier. In 1972 en in 1974 bezocht hij Moskou en sloot hij voor Libië gunstige verdragen betreffende de olie-export naar de Sovjet-Unie.
Als gevolg van de nieuwe constitutie werd Jalloud op 1 maart 1977 van zijn post als premier ontheven. Jalloud gold in de jaren 70 als de rechterhand van Qadhafi. In de jaren negentig leek hij echter meer afstand van de leider te nemen.
Tijdens de opstand in Libië in augustus 2011 verschenen er berichten dat Jalloud was overgelopen naar de oppositie tegen Qadhafi, en dat hij het land verliet vanuit de westelijke stad Zintan.